# Моранн-сюр-Сарт-Домре
Моранн-сюр-Сарт-Домре (фр. Morannes sur Sarthe-Daumeray) — новая коммуна на западе Франции, регион Пеи-де-ла-Луар, департамент Мен и Луара, округ Анже, кантон Тьерсе. Расположена в 37 км к северу от Анже, в 17 км от автомагистрали А11. Через территорию коммуны протекает река Сарта. В центре коммуны находится железнодорожная станция Моранн линии Ле-Ман–Анже.
Население (2020) — 3 669 человек.

## История
Коммуна образована 1 января 2017 года путем слияния коммун Домре, Моранн и Шемире-сюр-Сарт. Центром коммуны является Моранн. От нее к новой коммуне перешли почтовый индекс и код INSEE. На картах в качестве координат Моранн-сюр-Сарт-Домр указываются координаты Моранн.

## Достопримечательности
- Церковь Святого Альбина XII-XIV веков в Моранне
- Шато Ла-Рош-Жаклен XVIII века
- Церковь Святого Мартина в Домре

## Экономика
Структура занятости населения:
- сельское хозяйство — 8,3 %
- промышленность — 56,6 %
- строительство — 4,0 %
- торговля, транспорт и сфера услуг — 14,4 %
- государственные и муниципальные службы — 16,6 %

Уровень безработицы (2020) — 7,2 % (Франция в целом — 12,7 %, департамент Мен и Луара— 11,0 %). 

Среднегодовой доход на 1 человека, евро (2020) — 21 310 (Франция в целом — 22 400, департамент Мен и Луара — 21 790).

## Администрация
Пост мэра Моранн-сюр-Сарт-Домре с 2020 года занимает Жан-Мари Кардоен (Jean-Marie Cardoen). На муниципальных выборах 2020 года возглавляемый им независимый список победил в 1-м туре, получив 59,39 % голосов.
| Период | Период | Фамилия          | Партия        | Примечания |
| ------ | ------ | ---------------- | ------------- | ---------- |
| 2017   | 2020   | Жильбер Кан      | Разные правые | журналист  |
| 2020   |        | Жан-Мари Кардоен |               |            |

## Галерея

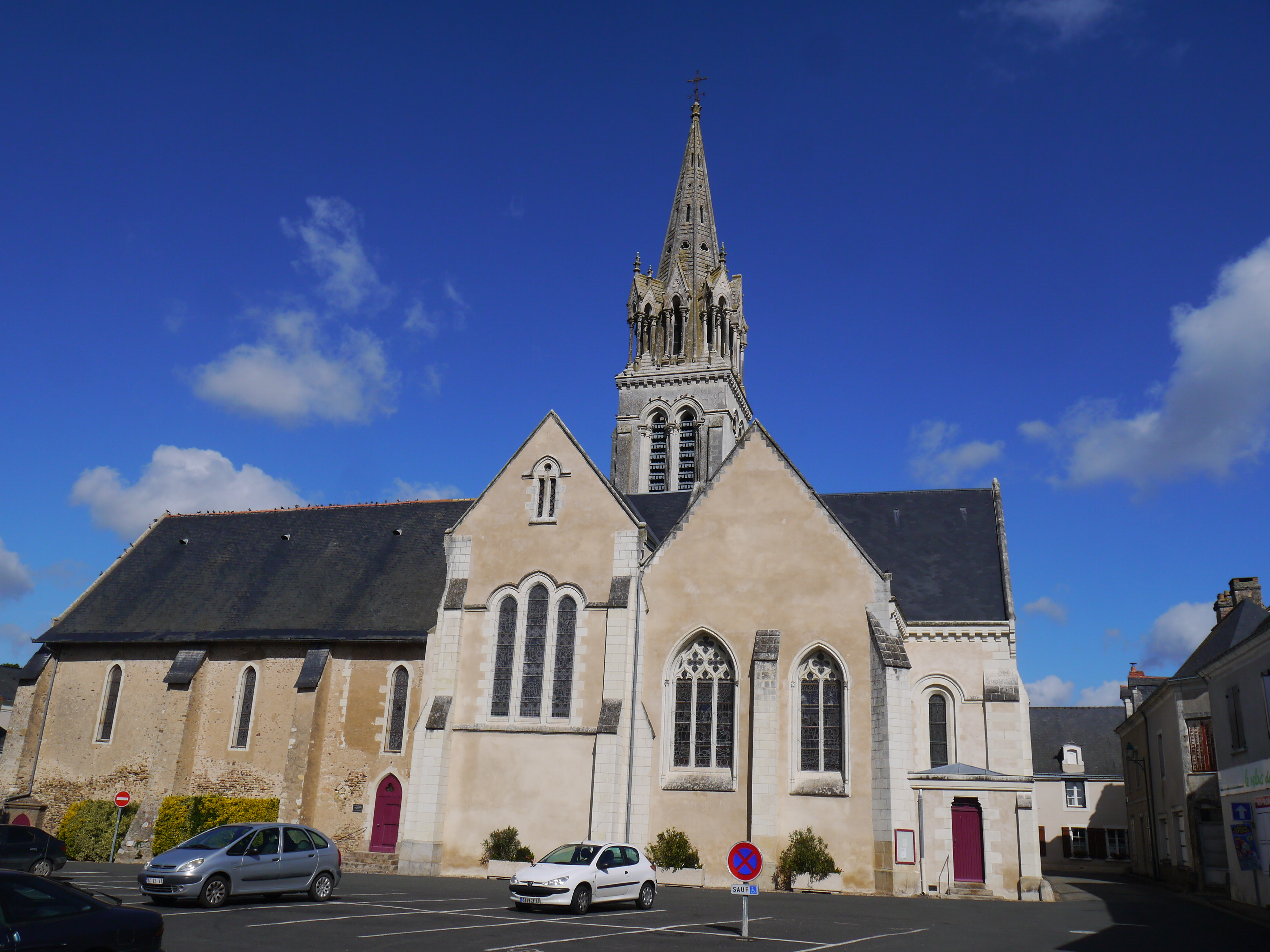
Церковь Святого Альбина
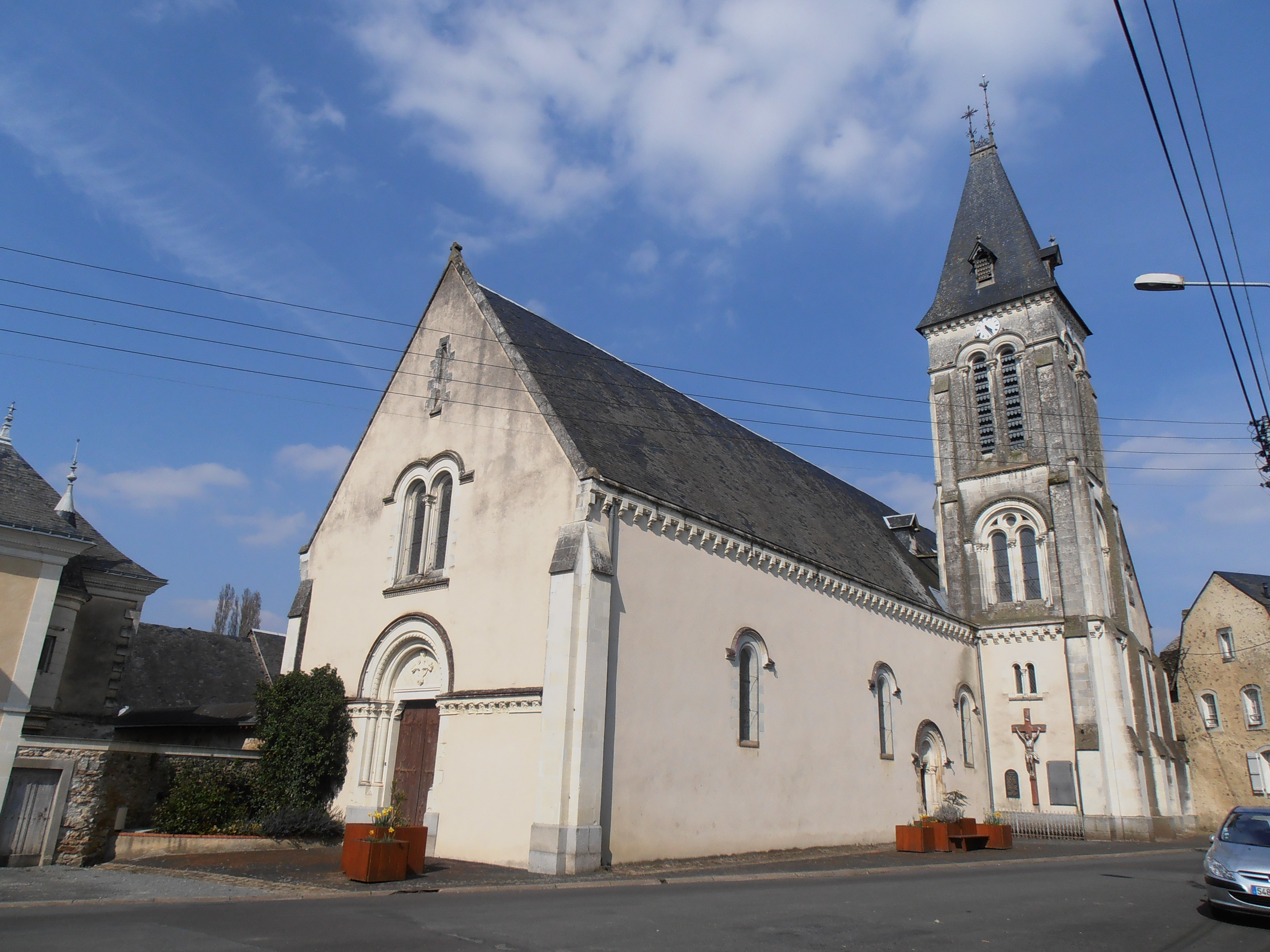
Церковь Святого Мартина
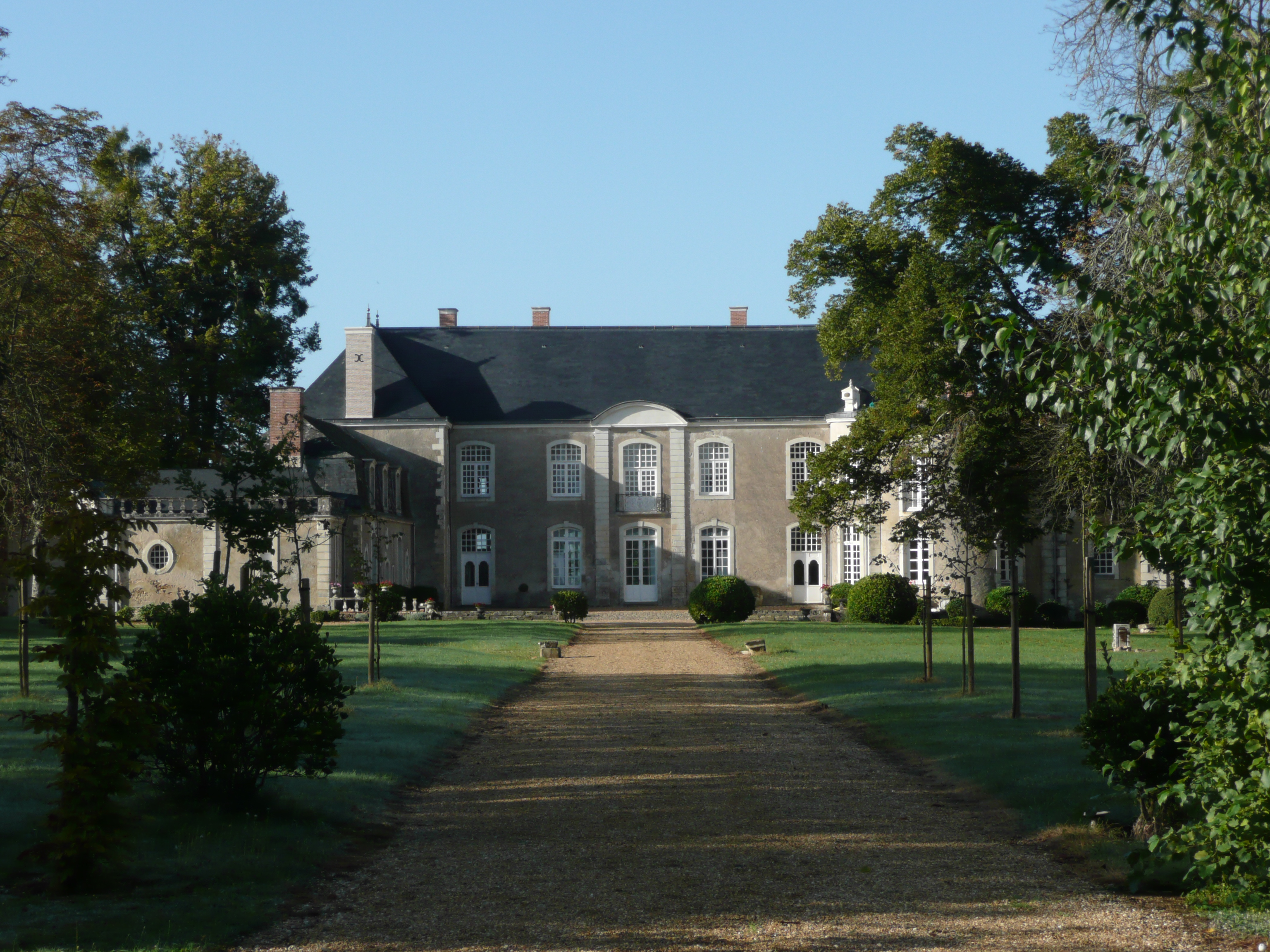
Шато Ла-Рош-Жаклен